# The Hungry Years
«The Hungry Years» es un álbum de estudio del cantante estadounidense Neil Sedaka. El título proviene de la canción epónima incluida en el disco y se publicó por la compañía The Rocket Record Company en septiembre de 1975. Este álbum es la edición norteamericana de Overnight Success, con dos canciones que fueron reemplazadas.
La canción «Bad Blood» es un dueto con Elton John y fue número uno en el Billboard Hot 100 durante tres semanas, siendo además certificado de oro y se convirtió en el éxito mejor logrado en la carrera de Sedaka. Le siguió «Breaking Up Is Hard to Do», una reversión de su éxito de 1962 con un toque de blues y balada que alcanzó el puesto número ocho en el Hot 100 y el primer puesto en la Adult Contemporary de Billboard entre diciembre de 1975 y enero de 1976. El tema «The Queen of 1964» de la edición británica Overnight Success, alcanzó el puesto treinta y cinco en la UK Singles Chart en marzo de 1975.
Por otro lado, The Hungry Years cosechó bastante éxito en los Estados Unidos, llegó al puesto número dieciséis en el Billboard 200 el 27 de diciembre de 1975 manteniéndose por treinta y dos semanas en dicha lista.

## Lista de canciones
Toda la música la compuso Neil Sedaka; letrista se encuentra entre paréntesis "()".

### Lado uno
1. "Crossroads" (Phil Cody)
2. "Lonely Night (Angel Face)" (Sedaka)
3. "Stephen" (Howard Greenfield)
4. "Bad Blood" (Cody) (dueto con Elton John)
5. "Your Favorite Entertainer" (Cody)
6. "Baby Blue" (Greenfield)

### Lado dos
1. "Tit for Tat" (Greenfield)
2. "New York City Blues" (Cody)
3. "When You Were Lovin' Me" (Cody)
4. "The Hungry Years" (Greenfield)
5. "Breaking Up Is Hard to Do" (Greenfield; reversión arreglada originalmente por Leon Welch)

### Bonus tracks de la reedición de 1998 en CD
1. (12) "Hey Mister Sunshine" (Dara Sedaka)
2. (13) "The Queen Of 1964"*
3. (14) "Betty Grable"
4. (15) "Goodman Goodbye"* (Sedaka, Cody)

- Nota: «The Queen of 1964» de Overnight Success; se reemplazó por la canción «Tit For Tat» en The Hungry Years.
- Nota: "«Goodman Goodbye» de Overnight Success; se reemplazó por «Your Favorite Entertainer» en The Hungry Years.

## Datos adicionales
El dúo estadounidense de pop Captain & Tennille realizó una versión de la canción «Lonely Night (Angel Face)» que alcanzó el tercer lugar en el Billboard Hot 100 y fue certificado de oro.